# Mirebalais
Mirebalais – miasto w Haiti (Departament Centralny). Liczy 88 899 mieszkańców (2009). Ośrodek przemysłowy.